# Punció aspirativa amb agulla fina

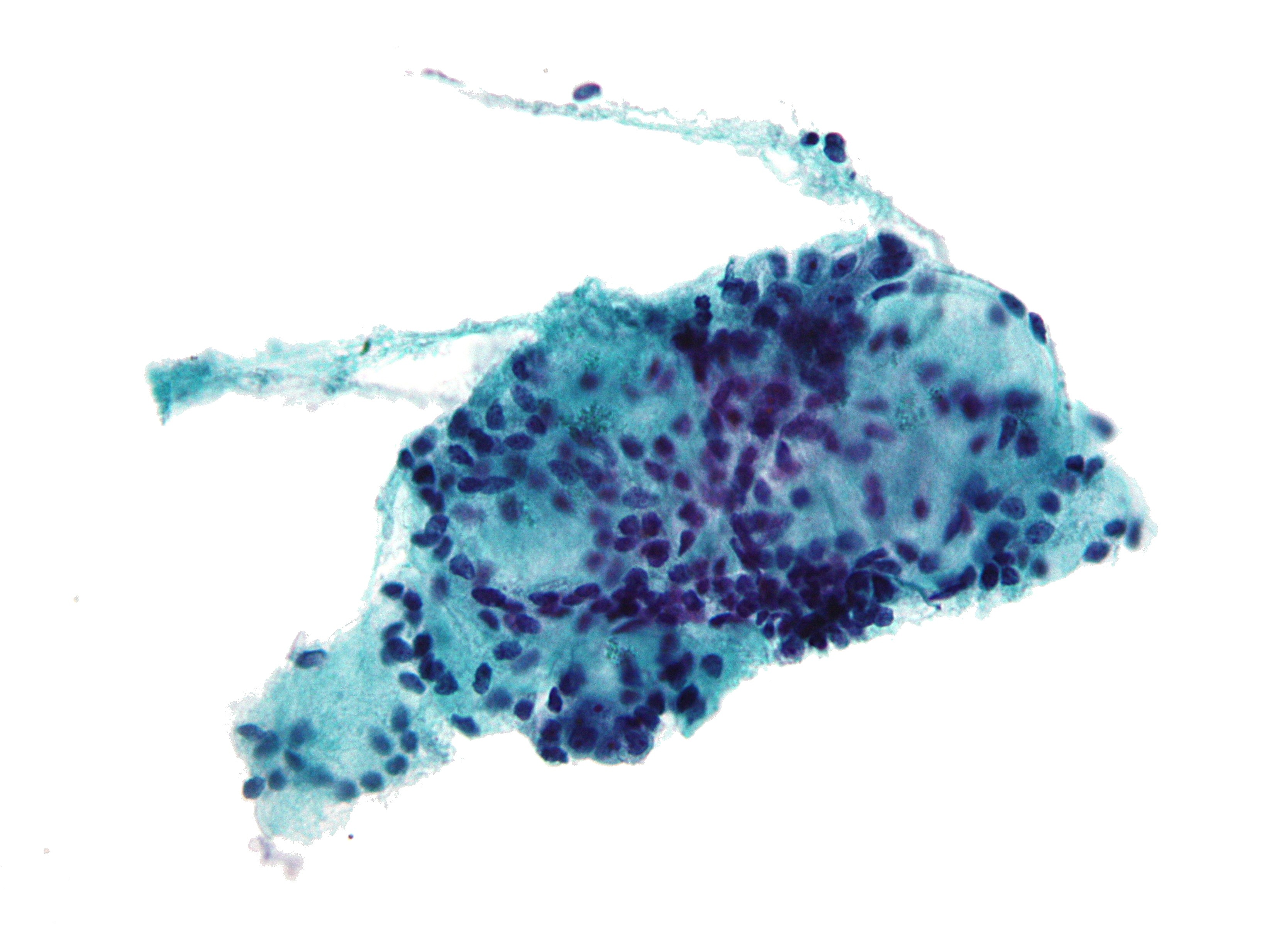
Microfotografia d'una mostra de biòpsia per aspiració amb agulla fina de glàndula salival que mostra un carcinoma quístic. Tinció de Papanicolau.

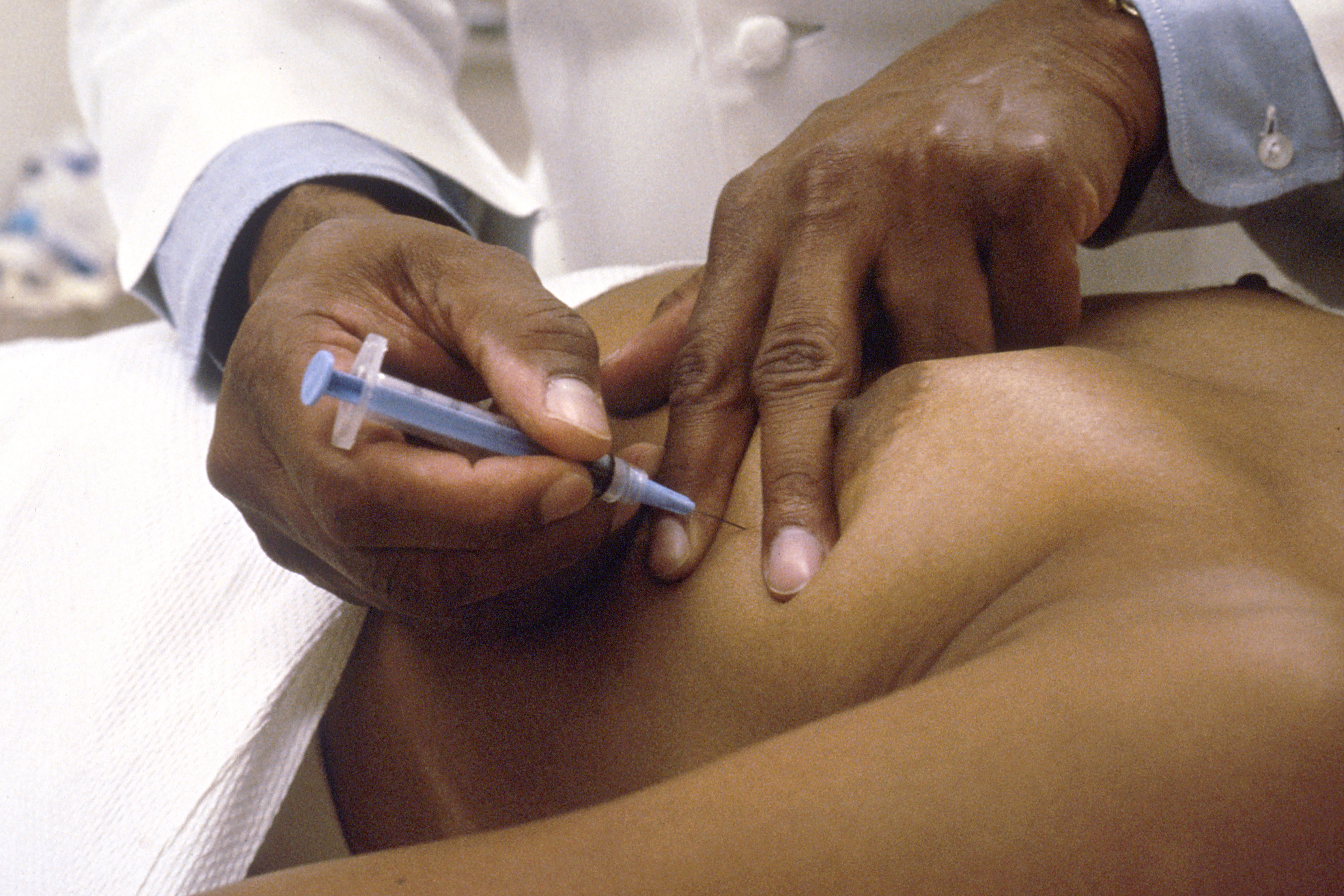
Metge que realitza una PAAF per determinar la naturalesa d'una tumoració al teixit mamari.

La punció aspirativa amb agulla fina (PAAF) és un procediment mèdic dirigit a investigar els pacients amb una tumoració. La tècnica consisteix a extreure un tros de teixit (biòpsia) petit, o un grup de cèl·lules, per aspiració a través d'una agulla fina i la realització posterior de estudis anatomopatològics, en especial de citopatologia. Les biòpsies per aspiració amb agulla fina són un procediment de diagnosi quirúrgica segur i poc invasiu, que sovint evita biòpsies quirúrgiques majors (excicionals o obertes).
El registre més antic de l'ús d'agulles com a instrument terapèutic i de diagnosi es troba als escrits del metge andalusi Abulcasis, en relació amb un tumor de tiroide. Hans Hirschfeld (1873-1944), un hematòleg alemany, descrigué el 1912 la primera biòpsia de limfomes cutanis per punció-aspiració. Martin i Ellis, del Memorial Hospital de Nova York, publicaren l'any 1930 un complert treball sobre la metodologia d'aquests tipus de biòpsies i són considerats els creadors de les bases científiques del procediment. Un any més tard, el patòleg Ernst Mannheim va establir el actual concepte de PAAF, al modificar el mètode emprant agulles de 1 mm de diàmetre amb el propòsit de minimitzar els efectes traumàtics de la punció i limitar les molèsties sofertes pels malalts.
Avui dia, la majoria de les PAAFs es fan amb agulles de 0,4-0,8 mm de diàmetre i 19-40 mm de llargària. Es poden acoblar a les clàssiques xeringues o a pistoles amb dispositiu de buit.
És una tècnica emprada molt sovint per avaluar microscòpicament patologies nodulars de tiroide, amb freqüència guiada per ultrasons.
En general s'utilitza per la diagnosi de lesions en teixits tous, com ara el mamari. Permet una valoració fiable del tipus de lesió mamaria (inflamatòria, benigna/maligna) que s'ha de correlacionar amb els criteris clínics i radiològics de la mateixa. Té una gran utilitat en el diagnòstic de les lesions hepàtiques focals ocupants d'espai. El procediment fa possible, orientat per ultrasonografia endoscòpica o TC, obtenir mostres de nòduls o masses pulmonars centrals o mediastíniques difícilment accessibles emprant altres mètodes. Per exemple, facilita el diagnòstic de limfadenitis tuberculoses mediastíniques aïllades, de la sarcoïdosi pulmonar o de lesions a la carina traqueal. Durant els darrers anys, s'han perfeccionat diferents tècniques de broncoscòpia guiada per navegadors electromagnètics que permeten crear un mapa en 3D del tòrax i fan possible la pràctica de la PAAF amb una gran precisió. La PAAF també facilita la diagnosi de determinats tumors intramusculars. En Oftalmologia és una eina pràctica i eficaç per estudiar tumoracions palpebrals o orbitàries.
La PAAF no necessita una preparació prèvia especial del malalt i les seves complicacions són mínimes. Les lesions superficials no són generalment tributàries d'anestèsia local o sedació, pràctiques que si poden ser necessàries per fer puncions de lesions situades a plans profunds. La seva precisió en el diagnòstic de molts càncers és ≥90%. Té algunes limitacions: no permet l'observació complerta de l'arquitectura general de la lesió i, de vegades, el material extret és insuficient per obtenir uns resultats concloents. No és recomanable en patologies molt puntuals, com el pilomatrixoma (un tumor benigne de la pell), ja que l'acumulació de cèl·lules pot donar una errònia impressió de malignitat. Està contraindicada en cas de sospita de feocromocitoma (un tipus de tumor de les glàndules suprarenals), a causa del risc de desencadenar una crisi hipertensiva. També, alguns autors recomanen no utilitzar la PAAF en la diagnosi de quists hidatídics, ja que la punció podria provocar una extensió de l'hidatidosi o un xoc anafilàctic. Habitualment, el diagnòstic per PAAF d'una equinococcosi és casual i en un context de troballes quirúrgiques inesperades o de nòduls sense definició radiològica prèvia. En lesions quístiques d'ovari, sobretot si presenten característiques malignes, la PAAF ha de practicar-se amb precaució per tal d'evitar la ruptura de la paret del quist. Aquesta tècnica va ser emprada inicialment per aspirar el contingut de quists annexials en pacients amb alt risc quirúrgic o en pacients no favorables per a cirurgia. Posteriorment es va estendre el seu ús per a qualsevol pacient portadora d'un quist simple suggestiu de benignitat segons criteris ecogràfics i pot fer-se per via transvaginal o transabdominal. L'edat pediàtrica no és una contraindicació per efectuar una PAAF, si bé la manca de col·laboració o l'impossibilitat d'immobilitzar al nen pot requerir la sedació prèvia. En aquest grup, el mètode s'utilitza predominantment per diagnosticar adenopaties o masses cervicals.
Una complicació rara, però possible, del procediment, és la disseminació de cèl·lules tumorals pel trajecte de sortida de l'agulla. Per evitar-la, es recomana escollir acuradament el punt de punció, seguir atentament les orientacions utrasonogràfiques i mantenir al màxim dit trajecte dins dels límits de resecció quirúrgica estimables per a cada cas. El nombre d'accidents relacionats amb la PAAF és molt escàs. S'han descrit trencaments de l'agulla, predominantment derivats de la punció de nòduls calcificats, i pneumo/hemotòraxs conseqüents a la punció de lesions mamàries profundes. De forma infreqüent, s'han produït paràlisis de cordes vocals derivades d'hemorràgies postpunció de lesions tiroïdals no palpables.
Els professionals que efectuen PAAFs a persones que pateixen determinades infeccions corren perill de contagi circumstancial. Per això, s'ha proposat un mètode modificat per tal d'evitar el risc de punxades fortuïtes.